# Osiedle Polna-Północ (Sieradz)

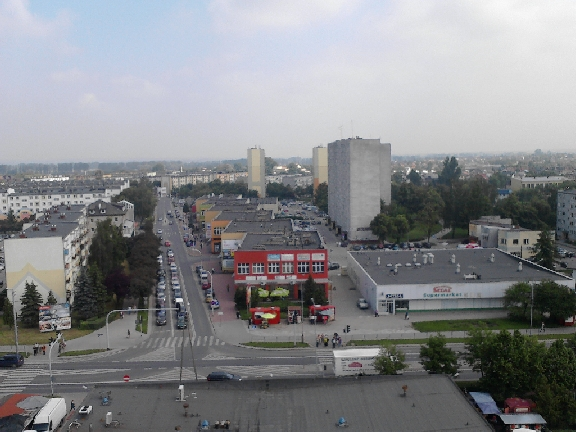
Ulica Aleja Pokoju

Osiedle Polna Północ – osiedle znajdujące się w zachodniej części miasta w obrębie ulic: Krakowskie Przedmieście, Polna, aleje: Pokoju, Marszałka Józefa Piłsudskiego, Władysława Broniewskiego i Jana Pawła II.
Lokalizację osiedla spółdzielczego przy ul. Polnej rozpatrywało Prezydium Miejskiej Rady Narodowej w Sieradzu już we wrześniu 1961. Budowę osiedla Polna-Północ rozpoczęto w 1965. W kolejnych latach przekazywano do zasiedlenia następne bloki mieszkalne. W 1974 postanowiono wznieść przy al. Pokoju zespół placówek handlowo-usługowych.
Po ustanowieniu Sieradza w 1975 stolicą województwa zaszła konieczność intensyfikacji budownictwa mieszkaniowego, w związku z czym decyzjami sieradzkich władz administracyjnych przekazywano Sieradzkiej Spółdzielni Mieszkaniowej w wieczyste użytkowanie nowe tereny. Decyzją z 11 grudnia 1975 Zakładu Gospodarki Terenami w Sieradzu przekazano SSM tereny budowlane w rejonie ulic Armii Czerwonej (obecnie Jana Pawła II), al. Pokoju i ulicy Wł. Broniewskiego; decyzją Prezydenta Miasta Sieradza z 3 grudnia 1976 przekazano SSM teren o łącznej powierzchni 1 ha 87 arów 86 m² położony w rejonie ulic Armii Czerwonej (obecnie Jana Pawła II), XX-lecia PRL (obecnie Marszałka J. Piłsudskiego) i al. Pokoju; decyzją Zarządu Gospodarki Terenami z dnia 2 lutego 1981 przekazano SSM teren o powierzchni 8395 m² przy ul. Polnej pod budowę budownictwa mieszkaniowego wysokiego.